# 鲁伊圣卢
鲁伊圣卢（法語：Rouilly-Saint-Loup，法語發音：[ʁuji sɛ̃ lu]）是法国奥布省的一个市镇，位于该省中部，属于特鲁瓦区和特鲁瓦香槟都会城市圈公共社区，其市镇面积为11.26平方公里，2022年1月1日时人口数量为536人。
鲁伊圣卢是特鲁瓦香槟都会城市圈公共社区的组成部分，位于特鲁瓦市区东南大约4公里。

## 行政
鲁伊圣卢的邮政编码为10800，INSEE市镇编码为10329。

## 地理

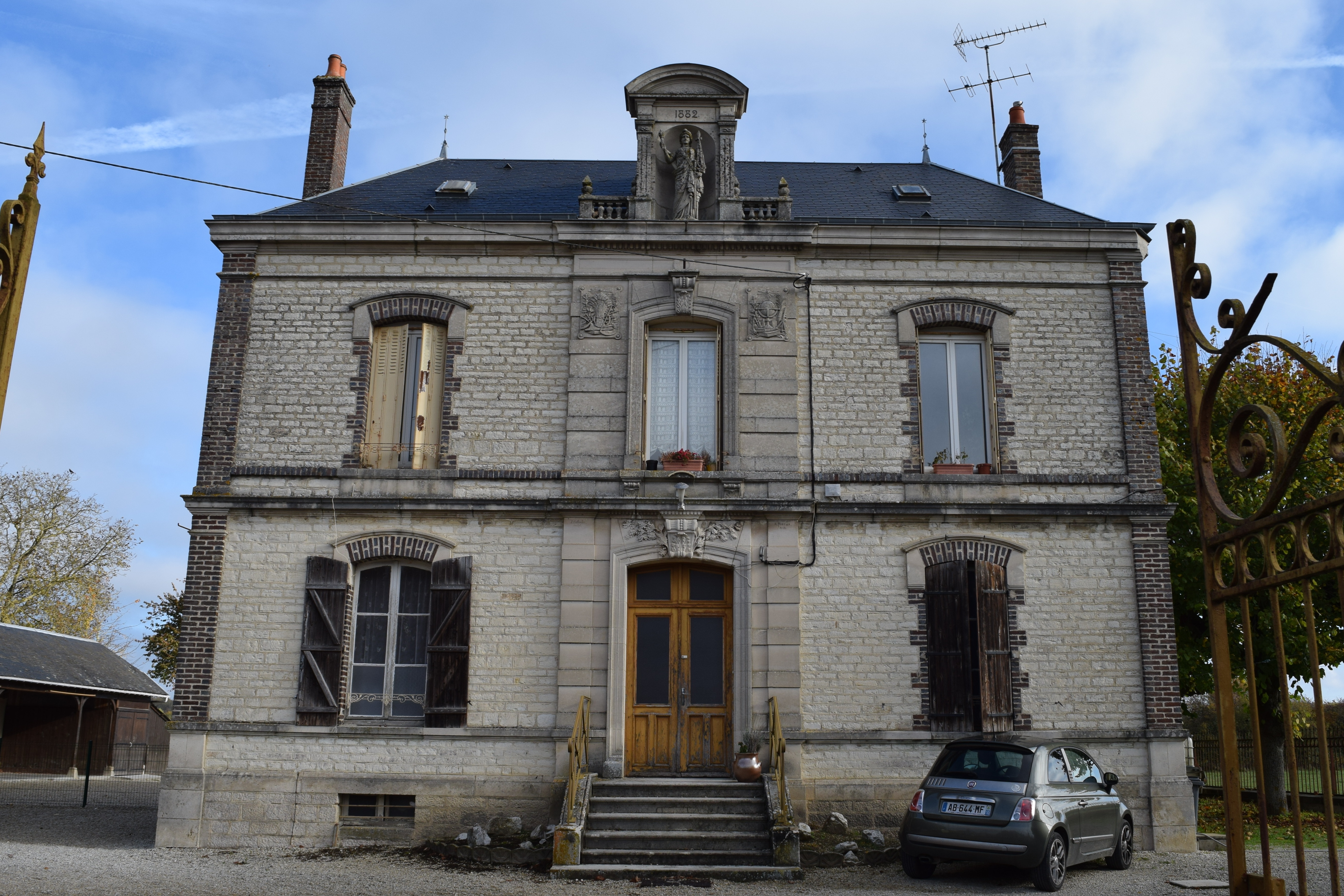
鲁伊圣卢小学

鲁伊圣卢（48°15'46"N, 4°9'2"E）位于法国中北部偏东，大东部大区西南部和奥布省中部。
与鲁伊圣卢接壤的市镇包括：布雷维扬德、蒙托兰、吕维尼、圣朱利安莱维拉、圣帕尔欧泰特尔、韦里耶尔。
鲁伊圣卢位于塞纳河右岸，境内地势平坦。
按照柯本气候分类法，鲁伊圣卢属于温带海洋性气候，全年温差较小，降水分布均匀。

## 历史
鲁伊圣卢历史上长期为一普通村落。

## 交通
法国A26号高速公路经过境内东部，但未设出入口。省道D21线、D147线和D161线在鲁伊圣卢镇中心交汇。
连接特鲁瓦和巴尔斯河畔旺德夫尔的巴士线路经过鲁伊圣卢。
巴黎－米卢斯铁路经过境内，原有一铁路车站，现已废弃。

## 政治
现任鲁伊圣卢市长为让-马里·卡斯泰克斯先生（Jean-Marie Castex），他是一名左翼无党派人士。

## 人口
| 年份   | 1936 | 1946 | 1954 | 1962 | 1968 | 1975 | 1982 | 1990 | 1999 | 2006 | 2011 | 2016 | 2017 |
| ------ | ---- | ---- | ---- | ---- | ---- | ---- | ---- | ---- | ---- | ---- | ---- | ---- | ---- |
| 人口數 | 309  | 322  | 344  | 346  | 361  | 379  | 480  | 507  | 505  | 526  | 561  | 517  | 517  |